# نستور سوبيات
نستور سوبيات (بالإسبانية: Nestor Subiat)‏ (مواليد 23 أبريل 1966) هو لاعب كرة قدم. يلعب مع منتخب سويسرا لكرة القدم. سبق له أن لعب في كأس العالم لكرة القدم مع منتخب بلاده.

## روابط خارجية
- نستور سوبيات على موقع الاتحاد الدولي (مؤرشف)  (الإنجليزية)
- نستور سوبيات على موقع الاتحاد الأوربي (الإنجليزية)
- نستور سوبيات على موقع قاعدة بيانات كرة القدم.إي يو (الإنجليزية)
- نستور سوبيات على موقع ناشيونال فوتبول تيمز (الإنجليزية)
- نستور سوبيات على موقع عالم كرة القدم.نت (الإنجليزية)